# Lamprosema poasalis
Lamprosema poasalis là một loài bướm đêm trong họ Crambidae.